# Armour (Ontario)
Armour es un municipio canadiense situado en la provincia de Ontario.

## Superficie
Armour tiene una superficie de 163,52 km².

## Demografía
En 2021, tenía 1459 habitantes, una densidad poblacional de 8,9 hab./km², y 1087 viviendas.